# Ministrowie energii Wielkiej Brytanii
Minister energii (ang. Secretary of State for Energy), brytyjski urząd ministerialny odpowiedzialny za sektor energetyczny. Zlikwidowany po prywatyzacji sektora w 1992 r., jego pozostałe kompetencje rozdzielono pomiędzy ministerstwo handlu i przemysłu oraz ministerstwo środowiska.
3 października 2008 r. utworzono Ministerstwo Energii i Klimatu. Urząd przejął z Ministerstwa Biznesu, Przedsiębiorstw i Reformy Regulacyjnej kwestie energetyczne, a z Ministerstwa Środowiska kwestie związane ze zmianami klimatu. 14 lipca 2016, bezpośrednio po utworzeniu gabinetu przez Theresę May, ministerstwo zostało zlikwidowane. Jego zadania przejęło nowo utworzone ministerstwo biznesu, energii i strategii przemysłowej.
7 lutego 2023 utworzone zostało ministerstwo bezpieczeństwa energetycznego i netto zero.

## Lista ministrów energii
| Minister                             | Czas urzędowania                   |
| ------------------------------------ | ---------------------------------- |
| Peter Carington, 6. baron Carrington | 8 stycznia 1974 – 4 marca 1974     |
| Eric Varley                          | 5 marca 1974 – 10 czerwca 1975     |
| Tony Benn                            | 10 czerwca 1975 – 4 maja 1979      |
| David Howell                         | 5 maja 1979 – 14 września 1981     |
| Nigel Lawson                         | 14 września 1981 – 11 czerwca 1983 |
| Peter Walker                         | 11 czerwca 1983 – 13 czerwca 1987  |
| Cecil Parkinson                      | 13 czerwca 1987 – 24 lipca 1989    |
| John Wakeham                         | 24 lipca 1989 – 11 kwietnia 1992   |

## Lista ministrów energii i klimatu
| Minister    | Czas urzędowania                   |
| ----------- | ---------------------------------- |
| Ed Miliband | 3 października 2008 – 11 maja 2010 |
| Chris Huhne | 12 maja 2010 – 3 lutego 2012       |
| Ed Davey    | 3 lutego 2012 – 8 maja 2015        |
| Amber Rudd  | 11 maja 2015 – 14 lipca 2016       |

## Lista ministrów bezpieczeństwa energetycznego i netto zero
| Minister        | Czas urzędowania                 |
| --------------- | -------------------------------- |
| Grant Shapps    | 7 lutego 2023 – 31 sierpnia 2023 |
| Claire Coutinho | 31 sierpnia 2023 – 5 lipca 2024  |
| Ed Miliband     | od 5 lipca 2024                  |